# ナーヴェ
ナーヴェ（伊: Nave）は、イタリア共和国ロンバルディア州ブレシア県にある、人口約10,000人の基礎自治体（コムーネ）。

## 地理

### 位置・広がり

#### 隣接コムーネ
隣接するコムーネは以下の通り。
- ボッティチーノ
- ボヴェッツォ
- ブレシア
- カイーノ
- コンチェージオ
- ルメッツァーネ
- セルレ

### 地震分類
イタリアの地震リスク階級 (it) では、2 に分類される
。

## 行政

### 分離集落
ナーヴェには、以下の分離集落（フラツィオーネ）がある。
- Campanile, Cortine, Dernago, Mitria, Monteclana, Muratello, Piazza, Prada, Sacca, San Cesario, San Rocco, Borano

### 山岳部共同体
広域行政組織である山岳部共同体「ヴァッレ・トロンピア山岳部共同体」 (it:Comunità montana di Valle Trompia) （事務所所在地: ガルドーネ・ヴァル・トロンピア）を構成するコムーネの一つである。